# Тетраосмийундекацирконий
Тетраосмийундекацирконий — бинарное неорганическое соединение
осмия и циркония
с формулой Os4Zr11,
кристаллы.

## Получение
- Сплавление стехиометрических количеств чистых веществ:

{\displaystyle {\mathsf {4\,Os+11Zr\ {\xrightarrow {1350^{o}C}}\ Os_{4}Zr_{11}}}}

## Физические свойства
Тетраосмийундекацирконий образует кристаллы
кубической сингонии,
пространственная группа F m3m,
параметры ячейки a = 1,3428 нм, Z = 8,
структура типа ундекаскандийтетраиридия Ir4Sc11
.
Соединение образуется по перитектической реакции при температуре 1350°C.